# Ідрісса Гує
Ідрісса́ Гує́ (фр. Idrissa Gueye, нар. 26 вересня 1989, Дакар) — сенегальський футболіст, півзахисник клубу «Евертон» і збірної Сенегалу. Рекордсмен збірної Сенегалу за кількістю зіграних матчів.

## Клубна кар'єра

### Лілль
У дорослому футболі дебютував 2009 року виступами за «Лілль».

### Астон Вілла
На початку липня 2015 року півзахисник підписав чотирирічний контракт з англійським клубом «Астон Вілла» . Сума трансферу склала 9 000 000 €, а щомісячна зарбітна платня  250 000 €.

### Евертон
Відігравши за «Астон Віллу» сезон 2015/16, за результатами якого команда втратила місце у Прем'єр-лізі, сенегалець перейшов до «Евертона», який придбав його влітку 2016 року за суму, оцінену у понад 7 мільйонів фунтів, і уклав з ним чотирічний контракт.
Гравець став ключовою фігурою у півзахисті ліверпульської команди, а за результатами 2016 календарного року став найкращим «руйнівником атак» серед гравців п'ятірки провідних європейських ліг, зробивши найбільше успішних підкатів та перехоплень.
На початку 2018 року Гує повідомив про подовження свого контракту з «Евертоном» до 2022 року.

### Парі Сен-Жермен
30 липня 2019 року Гує підписав контракт з «Парі Сен-Жермен» на 30 мільйонів фунтів. 25 серпня дебютував в Лізі 1 в матчі проти «Тулузи» (4–0).
Після того, як пропустив два матчі Ліги Чемпіонів УЄФА через отриману червону картку в першому півфіналі проти «Манчестер Сіті» у квітні 2021 року, Гує повернувся до європейського футболу в переможному матчі проти того самого «Сіті» 28 вересня (2–0). Він забив перший гол в матчі, який став його першим в кар’єрі в Лізі Чемпіонів, та отримав нагороду кращого гравця матчу.

## Виступи за збірні
2012 року захищав кольори олімпійської збірної Сенегалу на Олімпійських іграх 2012 року у Лондоні.
29 лютого 2012 року дебютував в офіційних матчах у складі національної збірної Сенегалу в товариській грі зі збірною ПАР, яка завершилася у нічию 0-0.
Станом на 13 вересня 2019 провів у формі головної команди країни 71 матч.
| Дата       | Місто          | Господарі            | Результат               | Гості                | Турнір                                      | Голи | Примітки |
| ---------- | -------------- | -------------------- | ----------------------- | -------------------- | ------------------------------------------- | ---- | -------- |
| 29-2-2012  | Дурбан         | ПАР                  | 0 – 0                   | Сенегал              | товариський матч                            | -    |          |
| 25-5-2012  | Марракеш       | Марокко              | 0 – 1                   | Сенегал              | товариський матч                            | -    |          |
| 2-6-2012   | Дакар          | Сенегал              | 3 – 1                   | Ліберія              | Відбір до ЧС 2014                           | -    |          |
| 9-6-2012   | Кампала        | Уганда               | 1 – 1                   | Сенегал              | Відбір до ЧС 2014                           | -    |          |
| 8-9-2012   | Абіджан        | Кот-д'Івуар          | 4 – 2                   | Сенегал              | Відбір до Кубка африканських націй 2013     | -    |          |
| 13-10-2012 | Дакар          | Сенегал              | 0 – 2                   | Кот-д'Івуар          | Відбір до Кубка африканських націй 2013     | -    |          |
| 5-2-2013   | Сен-Ле-ла-Форе | Сенегал              | 1 – 1                   | Гвінея               | товариський матч                            | -    |          |
| 23-3-2013  | Конакрі        | Сенегал              | 1 – 1                   | Ангола               | Відбір до ЧС 2014                           | -    |          |
| 8-6-2013   | Луанда         | Ангола               | 1 – 1                   | Сенегал              | Відбір до ЧС 2014                           | -    |          |
| 16-6-2013  | Монровія       | Ліберія              | 0 – 2                   | Сенегал              | Відбір до ЧС 2014                           | -    |          |
| 14-8-2013  | Сен-Ле-ла-Форе | Замбія               | 1 – 1                   | Сенегал              | товариський матч                            | -    |          |
| 7-9-2013   | Дакар          | Сенегал              | 1 – 0                   | Уганда               | Відбір до ЧС 2014                           | -    |          |
| 12-10-2013 | Абіджан        | Кот-д'Івуар          | 3 – 1                   | Сенегал              | Відбір до ЧС 2014                           | -    |          |
| 16-9-2013  | Касабланка     | Сенегал              | 1 – 1                   | Кот-д'Івуар          | Відбір до ЧС 2014                           | -    |          |
| 21-5-2014  | Уагадугу       | Буркіна-Фасо         | 1 – 1                   | Сенегал              | товариський матч                            | -    |          |
| 25-5-2014  | Каруж          | Сенегал              | 3 – 1                   | Косово               | товариський матч                            | -    |          |
| 5-9-2014   | Дакар          | Сенегал              | 2 – 0                   | Єгипет               | Відбір до Кубка африканських націй 2015     | -    |          |
| 10-9-2014  | Габороне       | Ботсвана             | 0 – 2                   | Сенегал              | Відбір до Кубка африканських націй 2015     | -    |          |
| 10-10-2014 | Дакар          | Сенегал              | 0 – 0                   | Туніс                | Відбір до Кубка африканських націй 2015     | -    |          |
| 15-10-2014 | Монастір       | Туніс                | 1 – 0                   | Сенегал              | Відбір до Кубка африканських націй 2015     | -    |          |
| 15-11-2014 | Каїр           | Єгипет               | 0 – 1                   | Сенегал              | Відбір до Кубка африканських націй 2015     | -    |          |
| 9-1-2015   | Касабланка     | Сенегал              | 1 – 0                   | Габон                | товариський матч                            | -    |          |
| 13-1-2015  | Касабланка     | Сенегал              | 5 – 2                   | Гвінея               | товариський матч                            | -    |          |
| 19-1-2015  | Монгомо        | Гана                 | 1 – 2                   | Сенегал              | Кубок африканських націй 2015 - 1-й етап    | -    |          |
| 23-1-2015  | Монгомо        | ПАР                  | 1 – 1                   | Сенегал              | Кубок африканських націй 2015 - 1-й етап    | -    |          |
| 27-1-2015  | Малабо         | Сенегал              | 0 – 2                   | Алжир                | Кубок африканських націй 2015 - 1-й етап    | -    |          |
| 28-3-2015  | Гавр           | Сенегал              | 2 – 1                   | Гана                 | товариський матч                            | -    |          |
| 13-6-2015  | Дакар          | Сенегал              | 3 – 1                   | Бурунді              | Відбір до Кубка африканських націй 2017     | -    |          |
| 5-9-2015   | Віндгук        | Намібія              | 0 – 2                   | Сенегал              | Відбір до Кубка африканських націй 2017     | -    |          |
| 13-10-2015 | Алжир (місто)  | Алжир                | 1 – 0                   | Сенегал              | товариський матч                            | -    |          |
| 13-11-2015 | Антананаріву   | Мадагаскар           | 2 – 2                   | Сенегал              | Відбір до ЧС 2018                           | -    |          |
| 17-11-2015 | Дакар          | Сенегал              | 3 – 0                   | Мадагаскар           | Відбір до ЧС 2018                           | -    |          |
| 26-3-2016  | Дакар          | Сенегал              | 2 – 0                   | Нігер                | Відбір до Кубка африканських націй 2017     | -    |          |
| 29-3-2016  | Ніамей         | Нігер                | 1 – 2                   | Сенегал              | Відбір до Кубка африканських націй 2017     | -    |          |
| 28-5-2016  | Кігалі         | Руанда               | 0 – 2                   | Сенегал              | товариський матч                            | -    | 72'      |
| 4-6-2016   | Бужумбура      | Бурунді              | 0 – 2                   | Сенегал              | Відбір до Кубка африканських націй 2017     | -    |          |
| 3-9-2016   | Дакар          | Сенегал              | 2 – 0                   | Намібія              | Відбір до Кубка африканських націй 2017     | -    |          |
| 8-10-2016  | Дакар          | Сенегал              | 2 – 0                   | Кабо-Верде           | Відбір до ЧС 2018                           | -    |          |
| 12-11-2016 | Полокване      | ПАР                  | 2 – 1                   | Сенегал              | Відбір до ЧС 2018                           | -    |          |
| 11-1-2017  | Браззавіль     | Республіка Конго     | 0 – 2                   | Сенегал              | товариський матч                            | -    |          |
| 15-1-2017  | Франсвіль      | Туніс                | 0 – 2                   | Сенегал              | Кубок африканських націй 2017 - 1-й етап    | -    |          |
| 19-1-2017  | Франсвіль      | Сенегал              | 2 – 0                   | Зімбабве             | Кубок африканських націй 2017 - 1-й етап    | -    |          |
| 23-1-2017  | Франсвіль      | Сенегал              | 2 – 2                   | Алжир                | Кубок африканських націй 2017 - 1-й етап    | -    | 78'      |
| 29-1-2017  | Франсвіль      | Сенегал              | 0 – 0 д.ч. (4 - 5 п.п.) | Камерун              | Кубок африканських націй 2017 - чвертьфінал | -    |          |
| 23-3-2017  | Лондон         | Нігерія              | 1 – 1                   | Сенегал              | товариський матч                            | -    |          |
| 27-3-2017  | Париж          | Кот-д'Івуар          | 1 – 1                   | Сенегал              | товариський матч                            | -    | 46'      |
| 6-6-2017   | Дакар          | Сенегал              | 0 – 0                   | Уганда               | товариський матч                            | -    |          |
| 10-6-2017  | Дакар          | Сенегал              | 3 – 0                   | Екваторіальна Гвінея | Відбір до Кубка африканських націй 2019     | 1    |          |
| 2-9-2017   | Дакар          | Сенегал              | 0 – 0                   | Буркіна-Фасо         | Відбір до ЧС 2018                           | -    |          |
| 5-9-2017   | Уагадугу       | Буркіна-Фасо         | 2 – 2                   | Сенегал              | Відбір до ЧС 2018                           | -    |          |
| 7-10-2017  | Прая           | Кабо-Верде           | 0 – 2                   | Сенегал              | Відбір до ЧС 2018                           | -    | 64'      |
| 10-11-2017 | Полокване      | ПАР                  | 0 – 2                   | Сенегал              | Відбір до ЧС 2018                           | -    |          |
| 14-11-2017 | Дакар          | Сенегал              | 2 – 1                   | ПАР                  | Відбір до ЧС 2018                           | -    |          |
| 31-5-2018  | Люксембург     | Люксембург           | 0 – 0                   | Сенегал              | товариський матч                            | -    | 46'      |
| 8-6-2018   | Осієк          | Хорватія             | 2 – 1                   | Сенегал              | товариський матч                            | -    | 88'      |
| 11-6-2018  | Гредіг         | Сенегал              | 2 – 0                   | Південна Корея       | товариський матч                            | -    | 63'      |
| 19-6-2018  | Москва         | Польща               | 1 – 2                   | Сенегал              | ЧС 2018 - 1-й етап                          | -    | 72'      |
| 24-6-2018  | Єкатеринбург   | Сенегал              | 2 – 2                   | Японія               | ЧС 2018 - 1-й етап                          | -    |          |
| 28-6-2018  | Самара         | Сенегал              | 0 – 1                   | Колумбія             | ЧС 2018 - 1-й етап                          | -    |          |
| 13-10-2018 | Дакар          | Сенегал              | 3 – 0                   | Судан                | Відбір до Кубка африканських націй 2019     | 1    | 44'      |
| 17-11-2018 | Бата           | Екваторіальна Гвінея | 0 – 1                   | Сенегал              | Відбір до Кубка африканських націй 2019     | -    |          |
| 23-3-2019  | Дакар          | Сенегал              | 2 – 0                   | Мадагаскар           | Відбір до Кубка африканських націй 2019     | -    |          |
| 16-6-2019  | Ісмаїлія       | Сенегал              | 1 – 0                   | Нігерія              | товариський матч                            | 1    | кап.     |
| 23-6-2019  | Каїр           | Сенегал              | 2 – 0                   | Танзанія             | Кубок африканських націй 2019 - 1-й етап    | -    | кап.     |
| 1-7-2019   | Каїр           | Кенія                | 0 – 3                   | Сенегал              | Кубок африканських націй 2019 - 1-й етап    | -    | 80'      |
| 5-7-2019   | Каїр           | Уганда               | 0 – 1                   | Сенегал              | Кубок африканських націй 2019 - 1/8 фіналу  | -    |          |
| 10-7-2019  | Каїр           | Сенегал              | 1 – 0                   | Бенін                | Кубок африканських націй 2019 - чвертьфінал | 1    | 89'      |
| 14-7-2019  | Каїр           | Сенегал              | 1 – 0 д.ч.              | Туніс                | Кубок африканських націй 2019 - півфінал    | -    |          |
| 19-7-2019  | Каїр           | Сенегал              | 0 – 1                   | Алжир                | Кубок африканських націй 2019 - фінал       | -    | 79'      |
| Усього     |                | Матчів               | 71                      |                      | Голів                                       | 4    |          |

## Досягнення
- Чемпіон Франції (3):

«Лілль»: 2010-11
«Парі Сен-Жермен»: 2019-20, 2021-22
- Володар Кубка Франції (3):

«Лілль»: 2010-11
«Парі Сен-Жермен»:  2019-20, 2020-21
- Володар Суперкубка Франції (3):

«Парі Сен-Жермен»: 2019, 2020, 2022
- Володар Кубка французької ліги (1):

«Парі Сен-Жермен»:  2019-20
- Переможець Кубка африканських націй: 2021
- Срібний призер Кубка африканських націй: 2019